# Amy Lowell
Amy Lawrence Lowell (ur. 9 lutego 1874 w Bostonie; zm. 12 maja 1925, tamże) – amerykańska poetka i krytyczka związana z nurtem imagizmu.
Pośmiertnie – w roku 1926 – wyróżniona nagrodą Pulitzera za osiągnięcia w dziedzinie poezji.

## Życiorys
Siostra Percivala Lowella. W Can Grande's Castle (1918) i innych cyklach poetyckich, wyszedłszy z francuskiego parnasizmu do wolnego wiersza i prozy rytmicznej, stała się przywódczynią imagizmu w Ameryce. Jej twórczość o świetnym poczuciu formy jest raczej intelektualnie i technicznie opanowana. Najlepsze są jej poematy epickie, zwłaszcza Legends (1921). Selected Poems (1928). Świetne studia krytyczne: Six French Poets (1915) i Tendencies in Modern American Poetry (1917), szeroko zakrojona biografia Johna Keatsa (1925, 2 t).

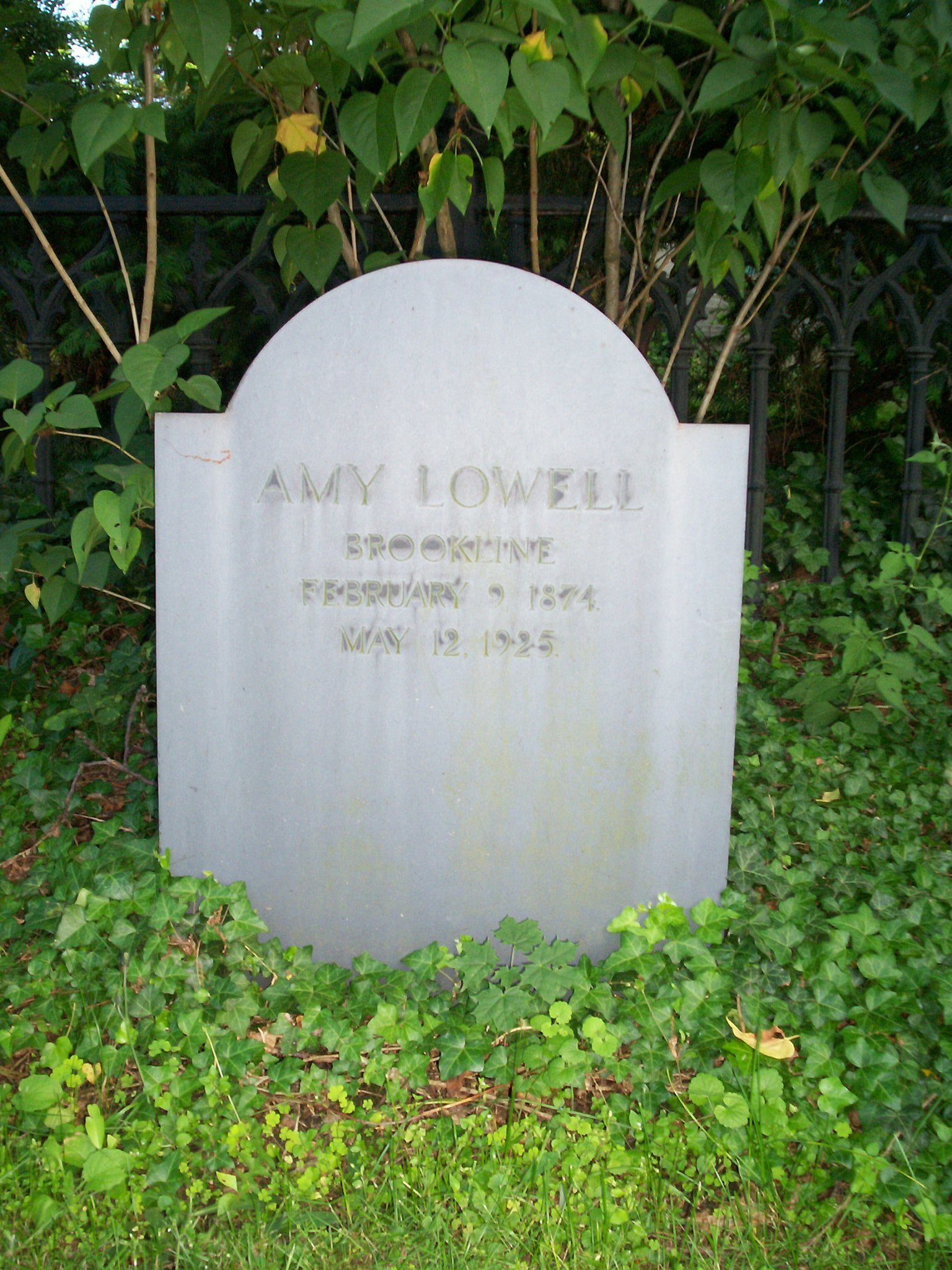
Grób Amy Lowell na Mount Auburn Cemetery w Cambridge w stanie Massachusetts.

Urodziła się w zamożnej rodzinie. W wieku lat siedemnastu opuściła prywatną szkołę, by zająć się swoimi starzejącymi się rodzicami, lecz nadal uczyła się sama. Swój pierwszy wiersz napisała w roku 1902 po tym, gdy zobaczyła słynną aktorkę Eleonorę Duse na scenie.
W roku 1909 Amy poznała inną aktorkę, Adę Russell, z którą następnie związała się emocjonalnie. Pozostały razem aż do śmierci Amy.
Na język polski wiersze Lowell tłumaczyli Leszek Engelking i Andrzej Szuba.